# Tennent Islands
Die Tennent Islands sind eine unbewohnte Inselgruppe in der kanadischen Arktis in der Region Kitikmeot, Nunavut. Die Inseln befinden sich in der Rae Strait zwischen den Clarence Islands und den Beverly Islands. Thomson Point auf King William Island liegt 3,5 km entfernt, auf der anderen Seite des Humboldt Channels. Matty Island liegt 3,7 km (2,3 mi) östlich, getrennt durch die Wellington Strait. Die Oscar Bay der Boothia-Halbinsel liegt im Nordosten.
Die Tennent Islands sind niedrig gelegen und mit Seen übersät. Sie wurden ebenso wie Port Emerson, ein 3,2 km breiter Hafen, von John Ross während seiner zweiten Arktisreise zu Ehren von Emerson Tennent benannt.